# Shepheardellinae
Shepheardellinae es una subfamilia de foraminíferos bentónicos de la familia Allogromiidae, del suborden Allogromiina y del orden Allogromiida. Su rango cronoestratigráfico abarca el Holoceno.

## Clasificación
Shepheardellinae incluye a los siguientes géneros:
- Nemogullmia
- Phainogullmia
- Shepheardella
- Tinogullmia

Otros géneros considerados en Shepheardellinae son:
- Bellarium
- Krymia